# 半鲇
半鲇（学名：Hemisilurus heterorhynchus），即異吻半鯰，为鲇科半鲇属的鱼类。分布于苏门答腊、加里曼丹等地以及澜沧江下游景洪县的勐罕等。